# L'Éclair (1877)
Pour les articles homonymes, voir L'Éclair.
L'Éclair est un hebdomadaire satirique français illustré de caricatures et publié entre le 17 juin et le 28 octobre 1877.

## Histoire
C'est le 17 juin 1877 que paraît le premier numéro de L'Éclair, journal satirique dont les bureaux sont situés au no 135 de la rue d'Aboukir, à Paris. Son rédacteur en chef est un certain A. Bourgevin, qui signe également la caricature de la première page, tandis que le gérant est un certain M. Douat. Il s'agit en réalité d'une seule et même personne, Pierre-Albert Douat, qui se fera connaître quelques années plus tard sous un autre pseudonyme : J. Blass. Cette information sera révélée en 1880 par le journal Le Citoyen, étonné que l'auteur des caricatures anti-républicaines du Triboulet ait fait ses débuts dans un « journal républicain illustré » tel que L'Éclair.
Les charges de L'Éclair sont en effet favorables aux républicains et très critiques envers les hommes du 16 Mai. Celle du premier numéro s'inspire de la fable Le Chêne et le Roseau, avec, dans le rôle du chêne trop confiant que la tempête va déraciner, une sorte de Ratapoil, personnification du bonapartisme, que certains observateurs ont identifié à Mac Mahon, et, dans celui du roseau qui plie sans se rompre, l'ancien président Adolphe Thiers. Cette caricature provoque une vive réaction du ministère de l'Intérieur : le numéro est saisi puis, le 30 juin, Douat est condamné à payer une amende de 200 francs.
Le premier numéro du mois d'août paraît sans illustration, plusieurs caricatures ayant été refusées par la censure.
Le premier numéro du mois de septembre est également saisi, car il montre Léon Gambetta éclatant de rire alors que le gouvernement de Broglie vient de décider de le poursuivre en justice après un discours prononcé à Lille le 15 août (« Quand la France aura fait entendre sa voix souveraine [...], il faudra se soumettre ou se démettre »).
Selon John Grand-Carteret, L’Éclair aurait eu l'ambition de concurrencer La Lune rousse d'André Gill.
Si certains textes du journal sont suivis de pseudonymes quelquefois empruntés à la Comédie humaine de Balzac (Aliquis, Daniel d'Arthez, Un Bibliophile, Le Copiste, Delta, Baron Jupiter, Étienne Lousteau, Némo, Nucingen Junior, Sir William, Xit, Zig-Zag...), d'autres sont signés par des auteurs connus, dont Fernand Xau est le plus assidu.

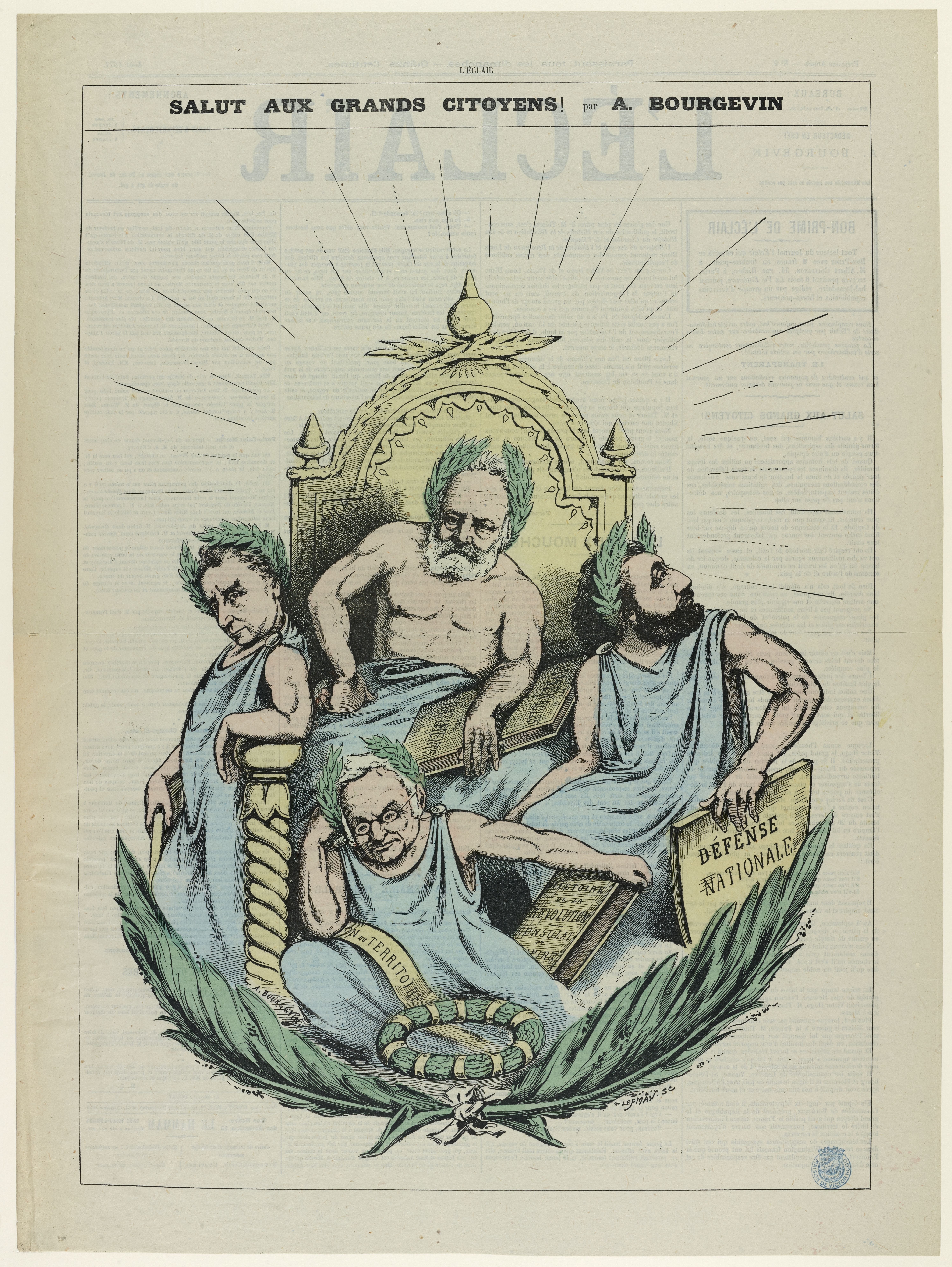
Victor Hugo, entouré de Louis Blanc, Thiers et Gambetta (L’Éclair, no 9, [19] août 1877).
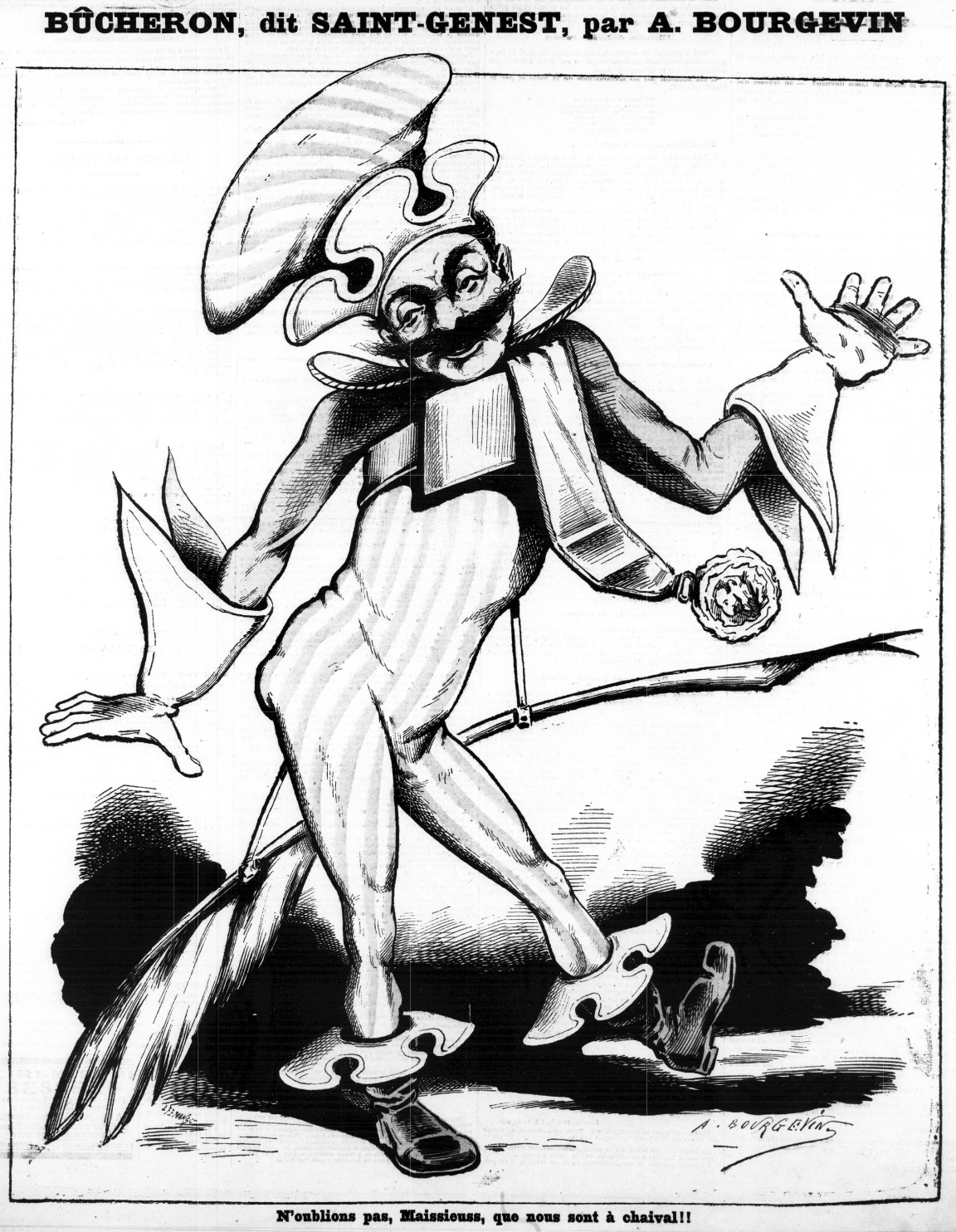
Caricature du journaliste monarchiste Emmanuel-Arthur Bucheron, dit Saint-Genest (L’Éclair, no 10, [26] août 1877).

## Collaborateurs
- Pierre-Albert Douat (alias A. Bourgevin)
- Francis Enne[6]
- Paul Gallery des Granges (d)[10]
- Joris-Karl Huysmans[11]
- Octave Rémy[4]
- Tony Révillon[6]
- Georges Sauton (d)[4]
- Julien Sermet[12]
- Fernand Xau (alias Étienne Lousteau)[13]